# Rubus contractipes
Rubus contractipes är en rosväxtart som beskrevs av Heinrich E. Weber. Rubus contractipes ingår i släktet rubusar, och familjen rosväxter. Inga underarter finns listade i Catalogue of Life.